# اینترنت در چمدان
اینترنت چمدانی نام پروژه‌ایست آمریکایی که یک شبکه اینترنت بی‌سیم آزاد و متن‌باز و نظارت‌گریز را در کشورهایی که فیلترینگ گسترده اینترنت دارند پیاده‌سازی نماید.
این پروژه را دولت آمریکا به عنوان یک پروژه «اینترنت چمدانی» نامگذاری کرده. اینترنت چمدانی الهام‌گرفته از یک شبکه وایرلس اتریشی است که با نصب آنتن‌های مخصوص WiFi روی پشت‌بام‌ها کار می‌کند و چتر پوششی بی‌نظیری دارد. پشت‌بام‌های وین منبع الهام برای نوآوری تکنولوژیکی شده‌اند که ممکن است اجرای گسترده آن در کشورهایی نظیر ایران، چین، کوبا، بلاروس، سوریه و … بتواند کاربران اینترنت در این کشورها را از محدودیت سیاست‌های فیلترینگ دولت‌ها در فضای مجازی برهاند و امکان وب‌گردی آزادانه را برای آنها به ارمغان آورد. کاربران با بهره‌گیری از این اتصالات اینترنتی، از رهگیری و رصد نیروهای امنیتی نیز در امان خواهند.

## تاریخچه
این پروژه اتریشی از ۵ سال پیش به‌صورت آزمایشی در وین و چند شهر دیگر این کشور پیاده‌سازی شده‌است. مبتکران این طرح تا کنون از دولت آمریکا حمایت مالی دریافت نکرده‌اند و شبکه‌ای که ارائه کرده‌اند هم آزاد و متن‌باز بوده و بیشتر از کاربران عادی، کمپانی‌های تکنولوژیک مانند New America یا سازمان‌های غیردولتی و اکتیویست‌ها از آن بهره می‌گرفتند. حالا آنها قراردادی با دولت آمریکا امضا کرده‌اند تا پروژه «اینترنت سایه» یا همان «اینترنت چمدانی» را اجرا کنند.
نزدیک به یک هفته پیش، روزنامه نیویورک‌تایمز برای نخستین بار از اختصاص بودجه‌ای ۷۰ میلیون دلاری در وزارت خارجه آمریکا به پروژه «اینترنت چمدانی» خبر داد. پروژه‌ای که با بهره‌گیری تلفیقی از شبکه‌های WiFi و امکانات ماهواره‌ای، شبکه‌های بی‌سیم محلی برای اتصال اینترنت می‌سازد و معادلات بازی سانسور را از اساس دگرگون خواهد کرد. در این پروژه مؤسسه‌ها و افراد کار آفرین جوان شرکت دارند. واکنش مقامات کشورهایی نظیر ایران، گواه تأثیرگذاری شگرف چنین شبکه‌ای است.
هدف ایالات متحده آمریکا از حمایت از چنین طرحی، کمک به معترضان، مخالفان و تحول‌خواهان در کشورهایی مانند ایران، سوریه، لیبی و… است که با پررنگ‌تر شدن نقش تکنولوژی‌های نوین ارتباطی و شبکه‌های اجتماعی در تغییرات سیاسی و اجتماعی، با محدودیت‌های گسترده‌تری هم در زندگی آنلاین خود مواجه شده‌اند. از طرف دیگر انتقادهای در مورد نحوه اجرا و روش‌های پشتیبانی آن مطرح شده است.